# Sanmarinesiske euromønter
Alle de sanmarinesiske euromønter har forskellige designs og repræsenterer republikkens monumenter og symboler. Der står >>SAN MARINO<< på alle mønterne. Derudover er de 12 europæiske stjerner også på hver mønt.

## Nationale sider
| 0,01€                                | 0,02€            | 0,05€                                                                                 |
| ------------------------------------ | ---------------- | ------------------------------------------------------------------------------------- |
|                                      |                  |                                                                                       |
| Det tredje tårn (Montale).           | Frihedsstatuen.  | Det første tårn (Guaita).                                                             |
| 0,10€                                | 0,20€            | 0,50€                                                                                 |
|                                      |                  |                                                                                       |
| San Marinos basilika.                | Sankt Marinus    | De tre tårne (Guaita, Cesta et Montale).                                              |
| 1€                                   | 2€               | Indgraveringen på randen (2€)                                                         |
|                                      |                  | På randen figurerer tallet 2 afbrudt seks gange med ** for i alt at give 12 stjerner. |
| Republikkens officielle våbenskjold. | Palazzo Publico. |                                                                                       |

## 2 euro jubilæumsmønter
| 2004 |  | Bartolomeo Borghesi (historiker og numismatiker) |
| 2005 |  | Verdensåret for fysik.                           |
| 2006 |  | 500-årsdagen for Christofer Columbus’ død.       |
| 2007 |  | 200-årsdagen for Giuseppe Garibaldis fødsel      |

## eksterne henvisninger
- Den europæiske centralbank om sanmarinesiske euromønter